# Boarmia suifunaria
Boarmia suifunaria là một loài bướm đêm trong họ Geometridae.